# Toda una vida (álbum)
Toda una vida es el álbum n.º 55 en la cuenta personal de Raphael, incluyendo sus numerosísimas recopilaciones.
En esta grabación rinde tributo al autor de la mayoría de sus grandes éxitos, el compositor también andaluz Manuel Alejandro. 
Varias de las pistas de este álbum son grandes composiciones que tiempo antes fueron interpretadas por Emmanuel, José José, José Luis Rodríguez «El Puma», y Julio Iglesias.

## Lista de canciones
1. A esa - 3:12
2. Detenedla ya - 3:52
3. Todo se derrumbó dentro de mí - 5:24
4. Voy a llenarte toda - 5:37
5. Hablame del mar, marinero - 4:11
6. A que no te vas - 2:47
7. Si amanece - 4:56
8. Tengo mucho que aprender de ti - 3:42
9. Voy a perder la cabeza por tu amor - 5:17
10. Dueño de nada - 5:24

En este álbum, Ana Magdalena es la coautora de las pistas 3, 5, 6, 7, 8, 9 y 10; mientras que María Alejandra es la coautora de las pistas 1, 2 y 4.
- Datos: Q6147838